# Harka (Militär)
Harka (arabisch الحركى, DMG al-ḥarkā, aus حركة / ḥaraka / ‚Bewegung‘) bezeichnete ursprünglich das Reisekönigtum eines Sultans.
Die bei der Schlacht auf dem Lechfeld unterlegenen ungarischen Streitkräfte wurden als Harkas bezeichnet.
Da die französische Armee in Algerien ihre Söldner als Harki bezeichnete, wurde das Wort in Algerien abwertend als Kollaborateur verwendet.

## Als Söldner für Spanien
Im Rifkrieg war Harka die Bezeichnung für marokkanische Söldner, die unter spanischem oder französischem Kommando standen. Sie galten als kriegserfahren und schwer zu kommandieren, als Kanonenfutter, sie bewiesen Leistung, Mut und Treue in schweren Kämpfen immer in der ersten Reihe. Wenn Abd el-Krims Truppen so bezeichnet wurden, wurde davon ausgegangen, dass es sich bei Krim um einen Sultan handeln würde. Der Einsatz von örtlich in Nordafrika ausgehobenen Truppen durch die spanischen Streitkräfte reicht in das Jahr 1500 zurück; als die spanischen Truppen Oran eroberten, setzten sie Mogataces als Informanten und Führer ein, die 1754 als Compañía de Mogatace zusammengestellt wurden. Als Karl IV. Oran vor den heranrückenden osmanischen Truppen aufgab, wurden die Harkans nach Ceuta eingeschifft, wo sie am 12. Februar 1792 landeten.
Sie wurden gelegentlich in irregulären Einheiten übergangsweise zusammengestellt und durch das spanische Finanzministerium bezahlt oder in marokkanische Truppen integriert, die formal dem Sultan unterstellt waren. Ihre administrative Führung oblag Spaniern.

### Struktur
Die Anzahl der Harkas überstieg selten 1.500, sie waren in Hundertschaften, genannt Mías, organisiert, 50 bildeten ein Jazmin und 25 ein Acherin. Alfons XIII. bezeichnete sie als die Besten der Armee. Zu den spanischen Kommandanten gehörten Osvaldo Capaz Montes, Fernando Monzonís Mozas und Rafael Gallego Sainz.

### Harka de Varela
1924 kommandierte Muñoz Grandes die Harka de Abdelmalek. Als Scherif Abdelmalek im Kampf getötet wurde, übernahm am 6. Oktober 1924 José Enrique Varela, der bis dahin als Kampfbeobachter den Chemiewaffeneinsatz im Rifkrieg beobachtet hatte, das Kommando. Er machte aus ihnen eine Gruppe von 900 kriegserfahrenen Männern, welche sich in zwei Infanterie Tabores und einer berittenen Mía gliederten. Wegen ihrer unermüdlichen Dienste im Grenzregime, Hinterhalten und Überraschungsangriffen, wurden sie bekannt. Sie durften bei der Landung in Al-Hoceima als erste in die mit Senfgas (Lost) verseuchte Heimat zurück. Sie nahmen im Sturm den Malmusi Bajo ein und befreiten den Caid Solimán, den die Rif-Republik in Ajdir unter Hausarrest gestellt hatte.
1941 unter der Diktatur von Francisco Franco entstand Harka eine Hagiografie auf die Söldnertruppe in Form eines Kinofilmes.